# Salanoia concolor
Espèce
Statut de conservation UICN

 VU B1ab(ii,iii) : Vulnérable
La galidie unicolore (Salanoia concolor), ou salano est une espèce de mangouste vivant à Madagascar. Ses populations ont connu un net recul du fait de la déforestation.

## Répartition
Cette espèce peu connue est endémique au nord-est de Madagascar. L'espèce a été observée dans la péninsule de Masoala, dans le Parc national de Zahamena (F. Hawkins) et la Réserve naturelle intégrale de Betampona (Britt & Virkaitis 2003). Seulement quatre localités sont confirmées, dont deux individus dans les roselières du Lac Alaotra, aux alentours de 800 m (J. Durbin).

## Écologie
La Galidie unicolore est une espèce discrète, très sensible aux dérangements adoptant un mode de vie généralement solitaire. Ces animaux sont diurnes, la nuit ils se refugient dans leurs terriers ou dans des arbres creux. La gestation nécessite environ 3 mois, et il n'y a qu'un seul jeune par portée (Albignac. 1973).

## Menaces
Les populations de cette espèce ne peuvent pas être estimées avec précision, les observations et les données à leur sujet étant rares. Elle est cependant menacée par la destruction de son habitat, due notamment à la conversion des forêts en terres cultivées, la coupe sélective et la production de charbon de bois. La forêt de plaine en dessous de 500 m est l'un des habitats les plus menacés à Madagascar. Il n'y a que peu ou pas d'informations à propos de la chasse et des effets qu'ont les espèces allochtones carnivores sur leur mode de vie, leur habitat et leurs effectifs, bien que la présence de ces animaux introduits soit avérée dans l'aire de répartition de l'espèce.